# Ispytanie vernosti
Ispytanie vernosti (Испытание верности) è un film del 1954 diretto da Ivan Aleksandrovič Pyr'ev.